# Metropolia Vercelli
Metropolia Vercelli – metropolia Kościoła rzymskokatolickiego w północnych Włoszech. Obejmuje metropolitalną archidiecezję Vercelli oraz cztery diecezje. W przełożeniu na świecki podział administracyjny metropolia zlokalizowana jest we wschodniej części Piemontu, w jej skład wchodzi również niewielki fragment zachodniej Lombardii. Została ustanowiona w 1817. W 2014 metropolitą został Marco Arnolfo.
W skład metropolii wchodzą:
- Archidiecezja Vercelli
- Diecezja Alessandria della Paglia
- Diecezja Biella
- Diecezja Casale Monferrato
- Diecezja Novara